# Resultados do Carnaval de Macapá em 2010
Este anexo contém o resultado do Carnaval de Macapá de 2010. Após uma confusão na apuração, a princípio todas as escolas foram declaradas campeãs. no entanto, após pedido de investigação do MP, após denúncias da escola de samba Boêmios do Laguinho, já que supostamente a Piratas da Batucada teria comprado jurados. Abertos os envelopes restantes por determinação judicial, a ordem final do Grupo Especial foi a seguinte:1º lugar - Piratas da Batucada - 179,5 pontos; 2º lugar - Boêmios do Laguinho - 179,1; 3º Império do Povo (177,6); 4º lugar - Maracatu da Favela (176,5); 5º lugar Jardim Felicidade (176); e 6º lugar Piratas Estilizados (174,6). O resultado final não foi aceito pela Liga, que decidiu pela invalidação e posterior exclusão da Piratas da Batucada

## Grupo Especial
- 1º Boêmios do Laguinho 179,1 pontos Campeã
- 2º Império do Povo 177,6 pontos Vice-Campeã
- 3º Maracatu da Favela 176,5 pontos
- 4º Jardim Felicidade 176 pontos
- 5º Piratas Estilizados 174,6
- 6º Piratas da Batucada 179,5 pontos Rebaixada

## Grupo de acesso
Como reflexo do problema ocorrido na apuração do Grupo Especial, a Liga havia declarado a vitória de todas as escolas também no Grupo de acesso. No entanto, com a abertura dos envelopes do Grupo Especial, a liga teve que validar também o resultado do Grupo de acesso.
- 1º Unidos do Buritizal Campeã
- 2º Cidade de Macapá
- 3º Solidariedade
- 4º Emissários da Cegonha